# Llano Grande (Texas)
Llano Grande es un lugar designado por el censo ubicado en el condado de Hidalgo en el estado estadounidense de Texas. En el Censo de 2010 tenía una población de 3.008 habitantes y una densidad poblacional de 714,7 personas por km².

## Geografía
Llano Grande se encuentra ubicado en las coordenadas 26°7′51″N 97°58′8″O / 26.13083, -97.96889. Según la Oficina del Censo de los Estados Unidos, Llano Grande tiene una superficie total de 4.21 km², de la cual 4.21 km² corresponden a tierra firme y (0%) 0 km² es agua.

## Demografía
Según el censo de 2010, había 3.008 personas residiendo en Llano Grande. La densidad de población era de 714,7 hab./km². De los 3.008 habitantes, Llano Grande estaba compuesto por el 86.27% blancos, el 0.33% eran afroamericanos, el 0.5% eran amerindios, el 0.13% eran asiáticos, el 0% eran isleños del Pacífico, el 11.5% eran de otras razas y el 1.26% pertenecían a dos o más razas. Del total de la población el 82.68% eran hispanos o latinos de cualquier raza.

## Educación
El Distrito Escolar Independiente de Weslaco gestiona las escuelas públicas que sirven al lugar. La Escuela Primaria Dr. R. E. Margo, la Escuela Secundaria Dr. Armando Cuellar, y la Escuela Preparatoria Weslaco East sirven al lugar.
El Distrito Escolar Independiente de South Texas gestiona escuelas magnet que sirven a la región.